# Лесная свастика
Лесная свастика — лесопосадка в форме свастики. В основном встречается на территории Германии. Встречаются как на открытой местности в виде соответствующей схематичной высадки деревьев, так и на территории лесного массива. В последнем случае в основе технологического исполнения лежит принцип разного жизненного цикла разных классов деревьев, где посадка в виде свастики высаживается из одного класса и окружается деревьями другого. Как правило, сочетаются хвойные (вечнозелёные) и лиственные (листопадные) деревья.

## Церников
До 2000 года в лесопосадке к северо-западу от поселения Церников, в районе Уккермарк, в земле Бранденбург на северо-востоке Германии существовала лесная свастика.
Площадь территории, находившейся непосредственно под свастикой, составляла, по разным подсчетам, от 20 м² (BBC и Daily Telegraph) до 50 м² (ABC). Свастику формировало около 150 лиственных деревьев (на аэрофотосъёмке 2000 года число деревьев не превышает 70 штук), окружённых хвойной лесопосадкой. Высота деревьев в среднем составляет 18 метров. Общая площадь объекта по периметру составляла около 120 м².
Два раза в год, весной и осенью, лиственные деревья, из которых состояла свастика, на несколько недель меняли свой цвет на ярко-жёлтый, что резко выделяло контур свастики на фоне тёмно-зелёного хвойного леса вокруг. Эффект можно было наблюдать только с неба.

### Появление
Существует несколько версий того, как и по какой причине свастика была высажена:
- согласно одной версии, местный лесник убедил отделение гитлерюгенд сделать это, чтобы отметить день рождения Гитлера[2];
- по другой версии, её высадил в 1938 году местный лесник либо чтобы показать свою поддержку режиму, либо по указанию от вышестоящих властей[3];
- по третьей версии, в 1937 году местные жители высадили её, чтобы показать свою приверженность режиму, после того как местных бизнесменов осудили за приём Би-би-си[1].

Последняя версия выглядит сомнительной из-за своей тенденциозности, подчеркивающей важную роль Би-би-си во Второй мировой войне, и будучи выдвинутой самим Би-би-си.

### Уничтожение
По мнению Би-би-си, о существовании данного объекта, вероятно, было известно коммунистическим властям ГДР и местным жителям, но попыток уничтожить объект не предпринималось.
Объект официально был обнаружен после объединения Германии в ходе аэрофотоинспекции земель в государственной собственности по заказу правительства, а в 1992 году сфотографирован пилотом-любителем.
В 1995 году, опасаясь паломничества неонацистов, а также вследствие общественного давления власти приняли решение вырубить деревья. Было уничтожено 43 дерева, но вскоре часть деревьев выросла снова и свастику опять можно было различить с воздуха.
В 2000 году немецкие таблоиды напечатали новое фото объекта, и было принято решение снова провести вырубку деревьев. К этому времени половина земли, на которой растет свастика, была продана частным владельцам. 1-го декабря 2000 года вырубке подверглись только деревья на государственной земле в количестве 25 штук.

## Эки Нарин
В сентябре 2006 года в The New York Times появилось сообщение о лесной свастике «Эки Нарин» на склоне холма недалеко от деревни Таш-Башат, в Нарынской области Кыргызстана. Лесопосадка представляет собой высадку хвойных деревьев шириной 180 метров таким образом, что если смотреть с низины на этот склон, то образуется форма обратной свастики.
Существует масса местных легенд о том, как могла появиться свастика на территории Советского Союза:
- наиболее вероятная версия говорит о том, что её засеяли в 1940—1950-х годах по плану укрепления склона. Агрономом, руководившим работами, была женщина. Дальше версии расходятся в вопросах о её национальности, политических взглядах и целях;
- по другой версии, свастика была засеяна в 1939 под влиянием заключения пакта Молотова — Риббентропа;
- согласно наиболее красивой версии, свастику посадили немецкие военнопленные, принуждённые работать в лесном ведомстве. Они обманули своих охранников, и это был акт мести и неповиновения. Однако последняя версия не находит подтверждения, так как в данном районе не было лагеря для военнопленных.

Исследование 1991 года показало возраст деревьев на посадке в 50 лет. Следовательно, они были посажены в 1941 году.
Корреспондент NY Times К. Дж. Чиверс нашёл трёх местных жителей, включая Бакена Кизекбаева (1937) и Асамбека Суламбекова (1935), утверждавших, что они участвовали в высадке этих деревьев, в конечной форме которых они вряд ли отдавали себе отчёт. Если принимать во внимание их слова, то высадка состоялась не раньше начала 1950-х.